# Sociedade Germânia
Nota: para o clube homônimo de Porto Alegre, consulte Sociedade Germânia (Porto Alegre).
Sociedade Germânia é um clube social fundado no Brasil em 1821 na cidade do Rio de Janeiro. Hoje sua sede se localiza na Rua Antenor Rangel na Gávea, Rio de Janeiro.

## História
O clube surgiu com o crescente numero de imigrantes alemães que vieram ao Brasil na época do império.
Em 1942, sua sede, localizada na Praia do Flamengo, foi ocupada e tomada por estudantes da União Nacional dos Estudantes (UNE). 
Atualmente o clube realiza eventos sociais em sua sede e mantém equipes de Hóquei sobre a grama masculino (uma das poucas equipes desta modalidade no Brasil, sendo campeão brasileiro adulto nos anos de 1998, 2000, 2001, 2002, 2003 e 2009. Mantém equipes de Basquete feminino e Hóquei sobre grama feminino em parceria com a ONG VemSer – Esporte & Psicologia, onde cede suas instalações para treinos e jogos dela, ONG que atua em campeonatos do Rio de Janeiro. 